# Black Diamond (manzana)
Black Diamond (chino: Gāla Guǒ; 嘎啦果) es el nombre de una variedad cultivar de manzano (Malus domestica). La variedad de manzana 'Black Diamond' es un híbrido de parentales desconocidos, con una coloración púrpura oscura sobre fondo amarillo (que no se aprecia). Tolera la zona de rusticidad delimitada por el departamento USDA, de nivel 4.

## Sinonimia
- "Black Diamond Apple ",
- "嘎啦果",
- "Gāla Guǒ".

## Localización
'Black Diamond' es una raza rara de la familia de manzanas Huaniu lleva el nombre de la "ciudad de Huaniu", Tianshui, donde se plantó por primera vez como un híbrido de 10 variedades de manzanos, incluidos 'Red Delicious', 'Golden Delicious' y 'Ralls Janet' en 1956.
Se cultiva en la región Tibetana de Nyingchi.

## Características
'Black Diamond' es un árbol de un vigor moderado, con las ramas extendidas provocadas por cosechas abundantes. Con semi-espolón. Tiene un tiempo de floración que comienza a partir del 4 de junio con el 10% de floración, para el 10 de junio tiene una floración completa (80%), y para el 18 de junio tiene un 90% caída de pétalos.
A pesar de lo que sugiere el nombre, la manzana es más bien de un tono púrpura, con pulpa blanca en el interior. Su color único se debe a la gran altitud de la región de más de 3.500 m. La temperatura fluctúa mucho entre el día y la noche, y las manzanas están expuestas a una gran cantidad de luz ultravioleta, lo que favorece la piel oscura.
'Black Diamond' tiene una talla de fruto medio a grande; forma cónico redondo; con nervaduras medias, y corona media a fuerte; epidermis tiende a ser suave y brillante con un acabado ceroso en la madurez, con color de fondo es amarillo, con un sobre color púrpura oscuro, importancia del sobre color muy alto (cubre la totalidad de la superficie), presenta lenticelas de color grisáceo tostado, pequeñas y numerosas, "russeting" (pardeamiento áspero superficial que presentan algunas variedades) ausente o muy débil; cáliz se cierra herméticamente y se coloca en una cavidad poco profunda; pedúnculo es de longitud largo y calibre de grosor medio, colocado en una cavidad profunda y estrecha; carne de color blanca, con una textura de grano fino y crujiente, sabor jugoso, dulce y ligeramente ácido.
Su tiempo de recogida de cosecha se inicia en otoño, a finales de octubre. Se mantiene bien a temperatura ambiente durante una semana, en almacenamiento en frío hasta por seis meses, y en atmósfera controlada durante casi un año.

## Usos
Una excelente manzana para comer en postre de mesa, también utilizada para cocinar, y en repostería.

## Cultivo y comercialización
Perteneciente al segmento de gama alta del mercado, el Black Diamond Apple promedio cuesta alrededor de 50 yuanes (alrededor de 7.60 USD). Muchos agricultores son reacios a cultivar la fruta, ya que los manzanos Black Diamond pueden tardar hasta ocho años en alcanzar la madurez y porque la temporada de crecimiento es corta (solo unos 2 meses).